# Magdi Abdelghani
Magdi Abdelghani (Il Cairo, 27 luglio 1959) è un ex calciatore egiziano, di ruolo centrocampista.

## Carriera
Cresciuto nell'Al-Ahly, debuttò in prima squadra nel 1980, disputando otto stagioni, per poi giocare nel campionato portoghese di calcio con il Beira-Mar.
Con la Nazionale egiziana ha disputato la fase finale del Campionato mondiale di calcio 1990, segnando una rete.

## Palmarès

### Club

#### Competizioni nazionali
- Campionato egiziano: 4

Al-Ahly: 1981-1982, 1984-1985, 1985-1986, 1986-1987
- Coppa d'Egitto: 3

Al-Ahly: 1982-1983, 1983-1984, 1984-1985

#### Competizioni internazionali
- Coppa dei Campioni afro-asiatica: 1

Al-Ahly: 1988
- CAF Champions League: 2

Al-Ahly: 1982, 1987
- Coppa delle Coppe d'Africa: 3

Al-Ahly: 1983-1984, 1984-1985, 1985-1986